# Правовий експеримент
Правовий експеримент (лат. experimentum — проба, досвід) — це метод дослідження, що полягає в збиранні та вивченні інформації, що використовується правотворчими органами з метою перевірки на практиці ефективності дії принципово важливих, прогресивних нормативних приписів і вирішення питання про можливість і доцільність їх поширення на всю сукупність учасників відповідних правовідносин.

## Ознаки
Правовий експеримент характеризується наступними ознаками:
1. експериментальні норми права діють на обмеженій території країни або відносно невеликого кола суб’єктів права. При цьому на решті території держави, або по відношенню до інших суб’єктів права діють попередні норми права;
2. рішення про проведення правового експерименту виходить від правотворчого органу, що прийняв нормативно-правовий акт, покращення якого планується здійснити по завершенні експерименту;
3. дія правового експерименту обмежується невеликим періодом, як правило одним або кількома роками. Експериментальні норми втрачають свою юридичну силу по спливу терміну, на який вони були прийняті. Для продовження строку їх дії, необхідний спеціальний дозвіл компетентного правотворчого органу;
4. не є правовим експериментом нормативно-правові акти тимчасового характеру, або такі, що містять локальні правові норми, або встановлюють пільги чи переваги окремим суб’єктам права, оскільки такі акти обмеженої дії приймаються без перевірки ефективності дії відповідних приписів щодо вдосконалення законодавства.

## Мета
Правовий експеримент має на меті в дослідному порядку виявити, як можливі переваги так і недоліки нового правового положення в конкретній сфері правового регулювання.

## Стадії
Правовий експеримент можна поділити на 5 стадій:
1. проектування;
2. прийняття рішення про проведення правового експерименту;
3. спостереження за його перебігом;
4. підведення результатів експерименту;
5. підготовка пропозицій щодо вдосконалення нормативно-правового акту.

По завершенні правового експерименту відповідний правотворчий орган приймає одне з наступних рішень:
1. про завершення правового експерименту і надання експериментальним нормам загального значення;
2. про зупинення дії експериментальних норм;
3. про продовження строку проведення правового експерименту.

## Приклади
Прикладом проведення правового експерименту в Україні є : Закон України «Про державно-правовий експеримент розвитку місцевого самоврядування в місті Ірпені, селищах Буча, Ворзель, Гостомель, Коцюбинське Київської області» від 05.04.2001 року.]]